# U máu
Một u máu hay bướu mạch máu là một khối u lành tính và thường tự co hồi, (sưng lên hay phát triển) từ các tế bào nội mô bao phủ các mạch máu, nó được định tính là sự tăng số lượng các khoang chứa máu (mạch máu hay xoang máu) bình thường hay bất thường. U máu thường xuất hiện vào tuần đời đầu tiên và phát triển nhanh trong 6 tháng đầu tiên. Thông thường, u máu phát triển tối đa và sự co hồi bắt đầu chậm nhất là tại tháng thứ 12. 50% tổng số u máu nhũ nhi co hồi hoàn toàn lúc 5 tuổi, đến 7 tuổi là 70% và gần như toàn bộ vào lúc 12 tuổi. Trong các trường hợp u máu trầm trọng hơn các u máu có thể để lại mô sẹo. Tại tuổi nhũ nhi, u máu là loại u bướu phổ biến nhất.